# Giuseppe Ottolenghi

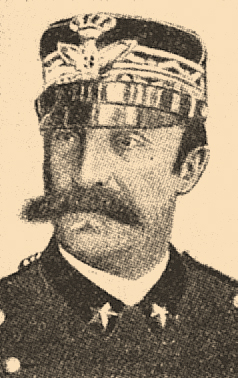
Giuseppe Ottolenghi

Giuseppe Ottolenghi (* 26. Dezember 1838 in Sabbioneta; † 2. November 1904 in Turin) war ein italienischer Generalleutnant. Er war der erste italienische Jude, der in den Generalstab aufgenommen wurde und erhielt Auszeichnungen in mehreren Kriegen. Von 1902 bis 1903 war er Kriegsminister, gleichzeitig mit der Ernennung zum Minister wurde er zum Mitglied des Senats ernannt.